# Rochelle Aytes
Rochelle Aytes (New York, 17 maggio 1976) è un'attrice statunitense.

## Biografia
Dopo aver frequentato la scuola di recitazione, il suo primo ruolo risale nel 2004. Diventando nota al pubblico televisivo dopo svariate apparizioni, riesce ad ottenere vari ruoli anche al cinema. Nel 2009 riesce ad avere un ruolo da protagonista nel film The Inheritance di Robert O'Hara, e ha prestato la voce al videogioco Left 4 Dead 2. Tra il 2010 e il 2012 ha partecipato a varie serie televisive come Desperate Housewives, White Collar, Detroit 1-8-7, Dark Blue e S.W.A.T. nel 2020. Nel 2013, è una delle protagoniste della serie televisiva statunitense Mistresses.

## Filmografia

### Cinema
- White Chicks, regia di Keenen Ivory Wayans (2004)
- Riunione di famiglia con pallottole (Madea's Family Reunion), regia di Tyler Perry (2006)
- La vendetta di Halloween (Trick 'r Treat), regia di Michael Dougherty (2007)
- The Inheritance, regia di Robert O'Hara (2011)
- The Butterfly Chasers, regia di Princeton Holt (2013)
- Crazy Sexy Cool: The TlC Story, regia di Charles Stone III (2014)

### Televisione
- Sex and the City – serie TV, episodio 6x02 (2003)
- 13 Graves – film TV, regia di Dominic Sena (2005)
- Drive – serie TV, 7 episodi (2006)
- Bones – serie TV, episodio 3x06 (2008)
- Mistresses – film TV, episodio 1x01 (2009)
- NCIS - Unità anticrimine (NCIS) - serie TV, episodio 6x18 (2009)
- The Forgotten – serie TV, 16 episodi (2009-2010)
- Detroit 1-8-7 – serie TV, 6 episodi (2010-2011)
- Desperate Housewives – serie TV, 4 episodi (2011-2012)
- Work It – serie TV, 8 episodi (2012)
- Stupid Hype – film TV, regia di Dugan O'Neal (2012)
- Criminal Minds – serie TV, episodi 9x08-9x15-9x21 (2013-2014)
- Mistresses - Amanti (Mistresses) – serie TV (2013-2016)
- Hawaii Five-0 – serie TV, 4 episodi (2018-2019)
- The Purge – serie TV, 10 episodi (2019)
- Dolly Parton: Le corde del cuore (Dolly Parton Heartstrings) – serie TV, episodio 1x04 (2019)
- S.W.A.T. – serie TV (2019-2024)
- Watson – serie TV (2025-in corso)

## Doppiatrici italiane
Nelle versioni in italiano delle opere in cui ha recitato, Rochelle Aytes è stata doppiata da:
- Francesca Fiorentini in White Chicks
- Monica Bertolotti in CSI: NY
- Laura Boccanera in NCIS - Unità anticrimine
- Domitilla D'Amico in Mistresses - Amanti
- Claudia Razzi in White Collar
- Roberta Gasparetti in Criminal Minds (st. 9-10)
- Maura Cenciarelli in Criminal Minds (st. 11)
- Selvaggia Quattrini in Hawaii Five-0
- Cristiana Rossi in The Purge
- Tatiana Dessi in Dolly Parton: Le corde del cuore
- Alessia Amendola in S.W.A.T.
- Alessandra Grado in Watson